# You Shook Me
"You Shook Me" é um canção de 1962 do artista de blues Muddy Waters. Ela apresenta um vocal do músico em uníssono com uma melodia slide guitar de Earl Hooker. "You Shook Me" se tornou uma das canções mais bem sucedidas de Muddy Waters no início da década de 1960 e tem sido interpretada por vários artistas de blues e rock.

## Fundo
"You Shook Me" tem uma história que é única entre as canções de Muddy Waters — é a primeira de suas canções a caracterizar seus vocais overdub em uma canção existente lançada comercialmente. "Guitar Blue", um slide guitar de blues instrumental, foi gravado durante a sessão de gravação de 3 de maio de 1961 por Earl Hooker para a gravadora Chief Records. Para iniciar a sessão, Hooker e sua banda de apoio tocaram uma música de "aquecimento", vagamente formada em suas canções anteriores. Uma tomada foi gravada, aparentemente desconhecida de Hooker. Apoiando Earl Hooker (slide guitar) estavam A.C. Reed e Ernest Cotton (saxofones tenor), Johnny "Big Moose" Walker (órgão, piano), Ernest Johnson (baixo elétrico) e Bobby Little (bateria). Algumas seções também listaram Willie Dixon (contrabaixo), Lafayette Leake ou Otis Spann (piano) e Casey Jones (bateria).
O chefe proprietário/produtor Mel London posteriormente a lançou em 1962 na subsidiária Age Records com o título "Guitar Blue", listando Earl Hooker como o artista e escritor. O single se tornou popular em Chicago e "vendeu excepcionalmente bem para um blues instrumental". Músicos de blues da região de Chicago logo estavam tocando a canção durante os seus concertos.

## Canção de Muddy Waters
O produtor e dono da Chess Records, Leonard Chess, ciente de um potencial maior para a música, aproximou-se da Chief em Londres sobre o uso de "Blue Guitar" para a próxima gravação de Muddy Waters. Um acordo foi firmado e em 27 de junho de 1962 Muddy Waters fez overdub de uma faixa vocal para a gravação de 1961, de Hooker, com letras creditadas a Willie Dixon e J.B. Lenoir. Apesar de sua artificialidade, "trabalhou surpreendentemente bem em grande parte devido o fundo comum dos músicos [ambos sendo da região do Delta do Mississippi]". Chess a lançou com o título de "You Shook Me".
As letras de Dixon foram comparadas com outras músicas que ele escreveu para artistas de blues de Chicago, tais como "I Can't Quit You Baby" para Otis Rush e "Mad Love" de Muddy Waters. No entanto, "You Shook Me" também transmite as consequências de casos extraconjugais de um homem casado:

| You know you shook me baby, you shook me all night long (2×) Oh you kept on shakin' me darlin', oh you messed up my happy home | Sabe que você me sacudiu querida, você me sacudiu a noite toda (2×) Oh você continuou tremendo querida, oh você estragou minha casa feliz |  |

Por sua linha melódica, Muddy Waters simplesmente dobra as linhas de slide-guitar de Hooker, dando a canção seu distintivo "gancho". "You Shook Me" é uma canção em ritmo moderadamente lento de blues-doze compassos, notado em um tempo de 12/8 em chave de D. Apesar da canção não chegar às paradas de discos nacionais, foi bem-sucedida o suficiente para Leonard Chess tentar repeti-lá; em outubro de 1962, ele teve Muddy Waters mais três instrumentais overdub de Earl Hooker. Um deles, "You Need Love" (veja "Whole Lotta Love"), também foi bem sucedido e "vendeu melhor do que as gravações de Muddy no início dos anos sessenta".
No Reino Unido, a Pye Records lançou essas músicas em uma gravação extended play de 45 rpm quatro músicas ou "EP"s de Muddy Waters/Earl Hooker, em 1963. Alegadamente, este EP era um dos favoritos dos então adolescentes Jeff Beck e Jimmy Page. O gerente e produtor Giorgio Gomelsky afirmou que ele marcou um encontro onde Dixon (junto com Howlin' Wolf e Sonny Boy Williamson II) apresentou gravações inéditas de várias músicas, incluindo "You Shook Me" e "Little Red Rooster", para Eric Clapton, Jimmy Page, Brian Jones, John Mayall, e outros; Dixon lembrou distribuindo "um monte de fitas [de músicas] quando eu estava lá", que mais tarde foram registradas pelos Yardbirds e os Rolling Stones.

## Gravação do Jeff Beck Group
O guitarrista inglês Jeff Beck gravou "You Shook Me" com a primeira formação do Jeff Beck Group, durante as sessões para o álbum Truth, em maio de 1968. O arranjo hard rock de Beck foi chamado de "osso batido" e foi um dos destaques de suas performances ao vivo com "interação dinâmica entre a guitarra de Jeff e voz de Rod [Stewart]". Beck utilizou pedais fuzz-box e wah-wah em efeitos de guitarra para o seu extenso preenchimento ao redor dos vocais de Stewart, bem como o seu solo. A canção termina com um feedback de amplificador de guitarra, que Beck descreveu no encarte de Truth "Última nota da música é a minha guitarra ficando doente — bem assim que você faria se eu esmagasse a sua coragem para 02:28". Seu biógrafo, Martin Power, adicionou "o solo de Jeff no final de 'You Shook Me' realmente viveu até sua reivindicação, vômitos em todo sapato de Rod na conclusão".
Para a gravação, o músico de estúdio John Paul Jones (que tocava baixo em "Beck's Bolero" e "Happenings Ten Years Time Ago" dos Yardbirds) contribuiu com a parte do órgão, o que ele iria fazer mais tarde para a versão do Led Zeppelin. Embora a Columbia distribuiu um "registro de demonstração" promocional em 45 rpm de "You Shook Me", um single não foi lançado para o público em geral. A canção está incluída em Truth e várias compilações de Jeff Beck.

## Versão do Led Zeppelin
A banda britânica de rock Led Zeppelin gravou "You Shook Me" para o seu álbum de estréia Led Zeppelin, de 1969. Ela foi descrita como "um pouco pesada, esmurrada com um pouco de blues rock pós-psicodélico, com doses saudáveis de vocais histriônicos de Robert Plant e fogos de guitarra de Jimmy Page". Em quase seis minutos e meio, é consideravelmente maior do que as gravações de Muddy Waters ou de Jeff Beck. Exceto pelas pausas durante o solo de guitarra da canção, o Led Zeppelin usa um simples arranjo de jazz blues, mas realizada em um ritmo mais lento.

## Outras gravações
Vários artistas de blues e rock gravaram interpretações de "You Shook Me", incluindo: The Blues Band, Willie Dixon, Etta James, B. B. King, George Lynch, Artimus Pyle,  Mick Taylor e Bryan Adams.